# Molly's Lips
Molly's Lips è un brano musicale del gruppo musicale scozzese The Vaselines, pubblicato per la prima volta nel 1988 nell'EP Dying for It.

## Il brano
Poi venne pubblicata anche negli album: The Vaselines/Beat Happening - Recorded Live In London, England 1988, The Way of The Vaselines: A Complete History, All the Stuff and More... e Enter the Vaselines.
Questa canzone non è mai stata pubblicata come singolo dai Vaselines.

## Cover
- Il brano è stato reinterpretato dai Nirvana e pubblicato, in una versione dal vivo, all'interno del singolo split con The Fluid del 1991 Candy (Live)/Molly's Lips (Live) e, in una versione in studio, nell'album Incesticide del 1992.
- I Beau Regards nel hanno fatta una cover nel 1996.[1]
- I Sugar Lunch ne hanno eseguita una cover nel 2003.[1]
- Nello stesso anno ne è stata eseguita una cover anche da Ron Ron Clou.[1]
- Un'altra reinterpretazione è stata fatta da Semi Shigure nel 2013.[1]